# Ferme des Étournelles
La ferme des Étournelles est située sur la commune de Breuil-le-Sec, dans le département de l'Oise.

## Historique
La maison actuelle repose sur les fondations d'un ancien manoir fortifié, le "castellum des Tournelles", qui défendait les marais de la Brèche. L'histoire locale fait remonter cette construction au siège de Jules César contre les Bellovaques dans le bois des Côtes qui domine le village.
À la fin du XVIIe siècle, Louis Béchameil (1630 Rouen - 1703 Paris), surintendant de Monsieur, frère de Louis XV, transforme le domaine en une exploitation agricole. Il fait construire une importante grange à récolte vers 1680, inscrite le 23 septembre 1988 à l'inventaire des Monuments Historiques. Sa famille restera propriétaire de la ferme pendant plus d'un siècle.
À la Révolution, la ferme des Étournelles devient bien national, elle est mise en vente. 
Probablement très vite délabrée, la maison fait l'objet de plusieurs remaniements à partir de 1820. En 1851, les ancêtres des propriétaires actuels confient la création d'un jardin avec parc à l'anglaise, étang, île et potager au paysagiste Louis-Sulpice Varé (1803-1864) dont le nom est surtout lié au jardin de Bagatelle et à l'aménagement du bois de Boulogne à Paris.

## Jardin d'agrément
Le jardin-potager de 4 000 m2, conçu par Louis-Sulpice Varé, est toujours visible aujourd'hui. Il a fait l'objet d'un arrêté de classement en décembre 2004 : huit carrés d'une apparente symétrie entourés de buis ainsi qu'une parcelle triangulaire et des bordures. Le potager a conservé son agencement d'origine avec les hauts murs qui le protègent des vents du nord. Les cultures de fleurs, fruits et légumes continuent selon les mêmes principes : rotation, équilibre, compagnonnage végétal,.